# Citrinophila pusio
Citrinophila pusio är en fjärilsart som beskrevs av Grose-smith 1898. Citrinophila pusio ingår i släktet Citrinophila och familjen juvelvingar. Inga underarter finns listade i Catalogue of Life.